# Yeşilyurt (volley-ball féminin)
Yeşilyurt est un club de volley-ball turc féminin, section du club omnisports du Yeşilyurt Spor Kulübü, fondé en 1956 et basé à İstanbul, évoluant pour la saison 2020-2021 en Misli.com Sultanlar Ligi.

## Historique
Yeşilyurt Spor Kulübü est créée en 1956.

## Palmarès
- Coupe de Turquie
  - Finaliste : 2002.

## Effectifs

### Saison 2020-2021
| No                                       | Nom                                      | Date de naissance                        | Taille                         | Poids                          | Poste                          |
| ---------------------------------------- | ---------------------------------------- | ---------------------------------------- | ------------------------------ | ------------------------------ | ------------------------------ |
| 1                                        | Duru Aksu                                | 3 mai 2001                               | 165                            | 55                             | Libero                         |
| 2                                        | Jennifer Cross                           | 4 juillet 1992                           | 195                            | 81                             | Centrale                       |
| 4                                        | İrem Nilşat Kaya                         | 3 mai 1999                               | 185                            |                                | Centrale                       |
| 5                                        | Derya Güç                                | 16 janvier 1997                          | 186                            | 63                             | Réceptionneuse-attaquante      |
| 7                                        | Buket Gülübay                            | 28 février 1999                          | 183                            | 65                             | Passeuse                       |
| 9                                        | Elisa Tuana Köse                         | 20 mars 2002                             | 178                            | 73                             | Réceptionneuse-attaquante      |
| 10                                       | Ece Hocaoğlu                             | 5 mars 1994                              | 189                            | 82                             | Réceptionneuse-attaquante      |
| 12                                       | Bihter Dumanoğlu                         | 3 février 1995                           | 175                            | 68                             | Libero                         |
| 13                                       | Zeynep Sude Demirel                      | 27 novembre 2000                         | 198                            | 80                             | Centrale                       |
| 14                                       | Alexia Căruțașu                          | 10 juin 2003                             | 183                            | 54                             | Attaquante                     |
| 16                                       | Lana Ščuka                               | 6 octobre 1996                           | 185                            | 72                             | Réceptionneuse-attaquante      |
| 17                                       | Derya Cebecioğlu                         | 24 octobre 2000                          | 185                            | 65                             | Réceptionneuse-attaquante      |
| 18                                       | İlayda Uçak                              | 28 novembre 2002                         | 185                            | 73                             | Centrale                       |
| 20                                       | Aybüke Çetinay                           | 26 avril 2002                            | 161                            | 54                             | Libero                         |
|                                          |                                          |                                          |                                |                                |                                |
| Encadrement technique                    | Encadrement technique                    |                                          | Légende                        | Légende                        | Légende                        |
| Entraîneur : Kamil Söz                   | Entraîneur : Kamil Söz                   | Entraîneur : Kamil Söz                   | : Capitaine                    | : Capitaine                    | : Capitaine                    |
| Entraîneur(s) adjoint(s) : Burçin Kundak | Entraîneur(s) adjoint(s) : Burçin Kundak | Entraîneur(s) adjoint(s) : Burçin Kundak | : Joueuse blessée actuellement | : Joueuse blessée actuellement | : Joueuse blessée actuellement |